# Étienne Gilson
Étienne Gilson, francoski filozof, zgodovinar filozofije in akademik, * 13. junij 1884, Pariz, Francija, † 19. september 1978, Auxerre.
Na začetku je bil specialist za Descartesovo filozofijo, nato pa je filozofiral v skladu s tradicijo Tomaža Akvinskega, čeprav se nikoli ni označeval za novotomista. Leta 1946 je bil izvoljen za člana Francoske akademije. Bil je nominiran za Nobelovo nagrado za književnost.

## Življenje
Étienne Gilson se je rodil v Parizu 13. junija 1884 v katoliški družini.
Pri osemnajstih letih je začel s študijem filozofije na Liceju Henrika IV.. Štiri leta kasneje se je na sorbonski univerzi začel seznanjati z Descartesom in vplivi sholastike prisotne pri njem, čeprav ga je kasneje pritegnila filozofija Tomaža Akvinskega in srednji vek, ki se mu je posvetil v svoji dolgoletni karieri. Na Collége de France je bil njegov učitelj Henri Bergson, ki ga je Gilson zelo spoštoval in cenil. 
Po 1906 se je kot mlad filozof prvič preizkusil v vlogi profesorja, saj je predaval na različnih licejih v Franciji (Bourg-en-Bresse, Rochefort, Tours, Saint-Quentin in Angers).
V letu 1913 je, medtem ko je poučeval na Univerzi v Lilleju, je obranil doktorsko disertacijo z naslovom Descartesova svoboda in teologija, s čimer se je usmeril v srednjeveško miselnost in filozofijo. Ob izbruhu prve svetovne vojne je bil poslan v francosko armado kot višji narednik. Bojeval se je v bitki pri Verdunu, kjer so ga Nemci zajeli in poslali v ujetništvu. Čas ujetništva, ki je trajal dve leti, je porabil za premišljevanje o svoji filozofiji, duhovnosti Svetega Bonaventure ter se začel učiti rusko. Kasneje je bil nagrajen s priznanjem Croix de Guerre za pogumno vodstvo francoske vojske.
Med letoma 1921 in 1932 je predaval srednjeveško filozofijo na univerzah v Strasbourgu in Parizu, vmes pa večkrat odšel v ZDA in Kanado, kjer je kot gostujoči profesor predaval na univerzah v Montrealu, Virginiji in na Harvardu. Leta 1929 je ustanovil Papeški inštitut srednjeveških miselnosti v sodelovanju s kolidžem Svetega Mihaela na torontski univerzi, ki obstaja še danes.
Kot prvi je z Jacquesom Maritainom prejel časten doktorat iz filozofije s strani papaške univerze Angelicum v Rimu leta 1930. Časten doktorat ali, bolje rečeno, diploma je priznanje, ki ga lahko prejme nekdo za poseben dosežek, v tem primeru iz srednjeveške krščanske miselnosti, pa čeprav univerze ni obiskoval.
Leta 1946 je postal član Académie française, kjer je zasedel sedež št. 23. Bil je tudi francoski predstavnik v Unescu, za katerega je napisal del temeljne listine. Tri leta pozneje ga je zelo pretresla smrt žene Thérèse Ravisé, zato je opustil poučevanje na Collége de France.
Njegova dela je kritično preučeval ameriški filozof Richard McKeon, nominiran pa je bil tudi za Nobelovo nagrado za književnost. Umrl je v 94. letu starosti leta 1978 v Auxerru v Franciji.

## Delo
Gilson je bil z Jacquesom Maritainom na čelu obuditve tomizma v 20. stoletju ter eden glavnih predstavnikov novotomizma. Za Gilsona tomizem ni identičen sholasticizmu v slabšalnem smislu, temveč gradi proti njemu. Velja za enega največjih zgodovinarjev srednjeveške filozofije. Njegove raziskave so se osredotočale na Tomaža Akvinskega in njegove predhodnike ter sodobnike, kot so Sveti Avguštin, Sveti Bonaventura in Janez Duns Skot. Nasprotoval je trditvam, da se med antično filozofijo in Descartesom ni zgodilo nič filozofsko pomembnega. Pokazal je, da je srednjeveška filozofija črpala iz grške antične filozofije, a opozoril, da je vendarle nekaj bistveno drugega kot le komentar antike, tomizem pa ni »pokristjanjeni aristotelizem«. Tomaža Akvinskega je analiziral tudi v eksistencialističnem pogledu, saj je opozarjal na njegovo spraševanje po biti, ne le po bistvu. Bil je zagovornik zamisli o krščanski filozofiji in tako trdil, da se filozofija ter krščanstvo med sabo ne izključujeta.
Obravnaval je tudi problem človekovega spoznanja. Nasprotno od Descartesa je zagovarjal zamisel, da je prva pri spoznanju čutna narava, in se tu zgledoval po Akvinskem.
Gilson je bil zelo plodovit pisec. Brani in obravnavani so številni njegovi spisi v povezavi s srednjim vekom, izmed njegovih knjig pa je npr. znamenita L'esprit de la philosophie médiévale. Je univerzalno priznan kot mojster zgodovine srednjeveške misli.

### Dela, prevedena v slovenščino
- Gilson, É. 1996. Zgodovina filozofije in filozofska izobrazba. Tretji dan, let. 25, št. 4, str. 14-17.
- Gilson, É. 1996. Ljubezen filozofov. Ljubljana: Družina.
- Gilson, É. 2002. Duh srednjeveške filozofije. Ljubljana: Družina.
- Gilson, É. 2017. Heloiza in Abelard: Pisma Abelarda in Heloize. Celje: Celjska Mohorjeva družba.